# Ruhland (Brandeburgo)
Ruhland es un municipio situado en el distrito de Alto Bosque del Spree-Lusacia, en el estado federado de Brandeburgo (Alemania), a una altitud de 100 metros. Su población a finales de 2016 era de 3000 habs. y su densidad poblacional, 100 hab/km².